# 全国人民代表大会常务委员会委员长
中华人民共和国全国人民代表大会常务委员会委员长，简称全国人大常委会委员长，是中华人民共和国最高国家权力机关全国人民代表大会常设机构全国人民代表大会常务委员会组成人员之一，位列国家级正职党和国家领导人，其地位相当于其它一院制国家之国会议长。在国家主席废除时期，委员长曾行使部分国家元首职权。

## 历史
1954年3月23日，在中华人民共和国宪法起草委员会第一次会议上，中共中央提出《中华人民共和国宪法草案（初稿）》，其中用的是“议长”这一名称。在对《中华人民共和国宪法草案（初稿）》进行讨论、修改的过程中，就使用“议长”还是“委员长”的名称存在不同看法。对于“委员长”这一名称，反对的意见说蒋介石用过“委员长”的名称，所以大家不喜欢，赞成的意见则认为，用“委员长”也没什么不好。另外还有意见认为可以用“主席”，因为苏联最高苏维埃主席团领导人的称谓是“主席”，但反对的意见说那便和中华人民共和国主席的名称一样，群众容易分不清。在讨论中，中华人民共和国宪法起草委员会副秘书长田家英说，全国人民代表大会是权力机关而不只是议事机关，“议长”这一名称与其性质不相称。中华人民共和国宪法起草委员会秘书长李维汉说，暂时还是用“委员长”。于是，宪法草案修正稿未使用“议长”或“主席”，而是用“委员长”。1954年6月14日中央人民政府委员会通过，对外公布由全民讨论的《中华人民共和国宪法（草案）》采用的便是“委员长”这一名称。
1954年9月20日，第一届全国人民代表大会第一次会议通过的《中华人民共和国宪法》规定，全国人民代表大会常务委员会由“委员长、副委员长若干、秘书长、委员若干人”组成。由此，“委员长”这一名称在宪法中获得确定，刘少奇出任第一任委员长。此后的1975年宪法、1978年宪法、1982年宪法对此都未作修改。
1954年宪法及《中华人民共和国全国人民代表大会组织法》规定，全国人民代表大会常务委员会委员长的主要职权有两项：一是召集并主持常务委员会会议，主持常务委员会的工作；二是参加最高国务会议。
1975年，第四届全国人民代表大会第一次会议通过了修改后的《中华人民共和国宪法》，已长期缺位的国家主席一职被正式撤销（参见：中华人民共和国主席存废之争），改由全国人民代表大会常务委员会集体行使国家元首职权，直至1982年第五届全国人民代表大会第五次会议通过了修改后的《中华人民共和国宪法》重设中华人民共和国主席为止。1975年宪法没有规定委员长的职权。在实际工作中，由全国人民代表大会常务委员会集体行使的国家元首职权中，主要由委员长代表全国人民代表大会常务委员会“接受外国使节”。1978年第五届全国人民代表大会第一次会议通过了修改后的《中华人民共和国宪法》，其中第二十六条规定了委员长的多项职权，明确将“接受外国使节”等国家元首职权规定为委员长的职权。1982年宪法规定这些国家元首职权转由中华人民共和国主席承担。
委员长和全国人民代表大会的任期相同，每届任期五年（1954年宪法每届任期四年）。1982年宪法第六十六条规定，“委员长、副委员长连续任职不得超过两届”。
自1993年乔石当选全国人大常委会委员长起，委员长一直由中国共产党中央政治局常务委员会委员担任。而吴邦国则是在朱德之后，唯一一位获得连任的委员长。

## 选举
1954年《中华人民共和国全国人民代表大会组织法》第十七条规定：“全国人民代表大会常务委员会委员长、副委员长、秘书长和委员，由每届全国人民代表大会在第一次会议中选出。”
1982年《中华人民共和国全国人民代表大会组织法》第十三条规定：“全国人民代表大会常务委员会委员长、副委员长、秘书长、委员的人选，……由主席团提名，经各代表团酝酿协商后，再由主席团根据多数代表的意见确定正式候选人名单。”第二十三条规定：全国人民代表大会常务委员会由委员长、副委员长若干人、秘书长、委员若干人组成，“常务委员会的组成人员由全国人民代表大会从代表中选出。”“常务委员会的组成人员不得担任国家行政机关、审判机关和检察机关的职务；如果担任上述职务，必须向常务委员会辞去常务委员会的职务。”

## 职权
根据1982年《中华人民共和国宪法》和《中华人民共和国全国人民代表大会组织法》的规定，全国人民代表大会常务委员会委员长主持全国人民代表大会常务委员会的工作，召集并主持全国人民代表大会常务委员会会议。常务委员会的委员长、副委员长、秘书长组成委员长会议，处理常务委员会的重要日常工作。常务委员会副秘书长以及常务委员会各工作委员会的主任、副主任和委员，由委员长提请常务委员会任免。
全国人民代表大会常务委员会副委员长、秘书长协助委员长工作。副委员长受委员长的委托，可以代行委员长的部分职权。
委员长因为健康情况不能工作或者缺位的时候，由常务委员会在副委员长中推选一人代理委员长的职务，直到委员长恢复健康或者全国人民代表大会选出新的委员长为止。
在中华人民共和国主席、副主席都缺位的时候，由全国人民代表大会补选；在补选以前，由全国人民代表大会常务委员会委员长暂时代理主席职位。

## 列表
| 任次                 | 肖像 姓名 | 生卒                                   | 所属政党             | 任期始於      | 任期終於      |
| -------------------- | --------- | -------------------------------------- | -------------------- | ------------- | ------------- |
| 1 （第一届）         | 刘少奇    | 1898年11月24日－1969年11月12日（70歲） | 中国共产党           | 1954年9月27日 | 1959年4月18日 |
| 2 （第二、三、四届） | 朱德      | 1886年12月1日－1976年7月6日（89歲）    | 中国共产党           | 1959年4月28日 | 1976年7月6日  |
| 代理（第四届）       | 宋庆龄    | 1893年1月27日－1981年5月29日（88歲）   | 中国国民党革命委员会 | 1976年7月6日  | 1978年3月5日  |
| 3 （第五届）         | 叶剑英    | 1897年4月28日－1986年10月22日（89歲）  | 中国共产党           | 1978年3月5日  | 1983年6月18日 |
| 4 （第六届）         | 彭真      | 1902年10月12日－1997年4月26日（94歲）  | 中国共产党           | 1983年6月18日 | 1988年4月27日 |
| 5 （第七届）         | 万里      | 1916年12月1日－2015年7月15日（98歲）   | 中国共产党           | 1988年4月27日 | 1993年3月27日 |
| 6 （第八届）         | 乔石      | 1924年12月24日－2015年6月14日（90歲）  | 中国共产党           | 1993年3月27日 | 1998年3月16日 |
| 7 （第九届）         | 李鹏      | 1928年10月20日－2019年7月22日（90歲）  | 中国共产党           | 1998年3月16日 | 2003年3月15日 |
| 8 （第十、十一届）   | 吴邦国    | 1941年7月22日－2024年10月8日（83歲）   | 中国共产党           | 2003年3月15日 | 2013年3月14日 |
| 9 （第十二届）       | 张德江    | 1946年11月4日                          | 中国共产党           | 2013年3月14日 | 2018年3月17日 |
| 10 （第十三届）      | 栗战书    | 1950年8月30日                          | 中国共产党           | 2018年3月17日 | 2023年3月10日 |
| 11 （第十四届）      | 赵乐际    | 1957年3月8日                           | 中国共产党           | 2023年3月10日 | 现任          |

## 在世前委员长
截至2025年8月，在世的前委员长有2位，分別是：
| 姓名   | 任期           | 出生日期與年齡 |
| ------ | -------------- | -------------- |
| 张德江 | 2013年－2018年 | 1946年11月4日  |
| 栗战书 | 2018年－2023年 | 1950年8月30日  |

最近去世的一位前委员长是吴邦国，于2024年10月8日去世，享年83岁。